# 을지로동
을지로동(乙支路洞)은 서울특별시 중구의 행정동이다.

## 연혁
- 1955년 4월 18일: 을지로3가동사무소, 을지로4·5가동사무소 설치
- 1985년 9월 1일: 을지로3가동과 을지로4·5가동을 통합하여 을지로동 신설
- 2023년 10월 11일: 행정복지센터를 포함한 복합 신 청사 착공[1]

## 법정동
| 을지로3가      | 고구려 을지문덕(乙支文德) 장군의 성씨인 을지(乙支)를 따서 지은 이름이다. |
| 을지로4가      | 고구려 을지문덕(乙支文德) 장군의 성씨인 을지(乙支)를 따서 지은 이름이다. |
| 을지로5가      | 고구려 을지문덕(乙支文德) 장군의 성씨인 을지(乙支)를 따서 지은 이름이다. |
| 저동2가        | 1910년 훈도방 저동계 저동이 1914년 행정구역 통폐합에 따라 일본식 지명인 영락정1정목(永樂町一丁目)~2정목이 되었다가, 1946년 저동1가~2가로 명칭이 환원되었다.                                                                     |
| 인현동1가      | 1914년 행정구역 통폐합에 따라 필동·산림동·대인현동 등의 각 일부와 상동, 회동 등이 통합되어 일본식 지명인 앵정정1정목이, 회동·대인현동·관정동·예동·인현동 등의 각 일부와 소인현동이 통합되어 일본식 지명인 앵정정2정목이 되었다. |
| 주교동(舟橋洞) | 주교정은 1943년 6월 10일 설치된 중구의 관할로 편성되었다. |
| 방산동(芳山洞) | 방산정은 1943년 6월 10일 설치된 중구의 관할로 편성되었다. |
| 입정동(笠井洞) | 입정정은 1943년 6월 10일 설치된 중구의 관할로 편성되었다. |
| 산림동(山林洞) | 임정(林町)은 1943년 6월 10일 설치된 중구의 관할로 편성되었다. |
| 초동(草洞)     | 약초정(若草町)은 1943년 6월 10일 설치된 중구의 관할로 편성되었다. |

## 시설

### 상업
- 방산시장
- 세운상가
- 평화시장

### 문화
- 명보아트홀

### 종교
- 영락교회

### 공원
- 훈련원공원

### 교통
- 을지로
- ● 서울 지하철 2호선, ● 수도권 전철 3호선 을지로3가역
- ● 서울 지하철 2호선, ● 수도권 전철 5호선 을지로4가역

### 주거
입정동
- 현대엔지니어링 힐스테이트 세운 : 2022년 6월 입주예정.

## 출신 인물
- 이순신: 조선의 장군 (인현동1가 출생)

## 같이 보기
- 대한민국의 행정 구역
- 을지로